# Vuelo 635 de Myanmar Airways
El vuelo 635 de Myanmar Airways fue un vuelo regular doméstico de pasajeros desde Rangún a Tachileik en el este de Myanmar que fue operado por un Fokker F-27 Friendship (registro XY-AEN) propiedad de la aerolínea de bandera de Myanmar Myanma Airways. El 24 de agosto de 1998, durante su descenso a Tachileik el vuelo desapareció en una colina a unas dos millas (3.2 km) aproximadamente del aeropuerto. Los equipos de búsqueda y rescate descubrieron más tarde los restos de la aeronave. El accidente mató a los treinta y seis pasajeros y tripulantes a bordo del aparato.

## Vuelo
El vuelo UB635 despegó cerca de las 08:30 UTC, para efectuar un vuelo desde la antigua capital de Myanmar, Rangún, hasta Tachileik, una población ubicada cerca de la frontera Myanmar-Tailandia en el este de Myanmar con treinta y seis pasajeros y tripulantes. La mayoría de pasajeros fueron miembros del ejército de Myanmar. Se trataba de un vuelo de dos horas de duración que tenía prevista su llegada al aeropuerto de Tachilek a las 02:00 UTC. Durante su vuelo la aeronave fue declarada como desaparecida sin llegar nunca a su destino.

### Operación de búsqueda y rescate
Las autoridades de Myanmar contactaron con las tailandesas para ayudar en las operaciones búsqueda del vuelo. Tailandia afirmó que el coronel del ejército Nipat Thonglek sostuvo que la tripulación había hecho referencia en al menos dos ocasiones a las malas condiciones de visibilidad durante su descenso al aeropuerto. El vuelo podría haber sido desviado al cercano aeropuerto de Heho en Myanmar o al aeropuerto Chiang Mai en Tailandia, pero las autoridades de ambos aeropuertos afirmaban que no habían tenido contacto o visto ningún rastro del avión. Los trabajadores del aeropuerto internacional de Bangkok también sostuvieron que no existía ninguna señal de que el avión hubiese entrado en espacio aéreo tailandés y que los controladores no habían recibido ninguna llamada de auxilio.
El 25 de agosto, un funcionario de Myanmar afirmó que el vuelo 635 había aterrizado con éxito en un viejo aeródromo de Laos. Añadió que los pasajeros y tripulantes estaban "bien" y que el avión estaba en condiciones de regresar a Rangún al día siguiente.
Sin embargo, el 27 de agosto, el ministerio de exteriores de Laos negó la información proporcionada por los funcionarios de Myanmar dos días antes relativa a que el avión había aterrizado en el norte de Laos. El Ministerio de Asuntos Exteriores de Myanmar informó de que se retomaría la búsqueda. Más tarde ese mismo día, funcionarios de Myanmar anunciaron que habían sido informados por el gobierno de Laos de que la aeronave había sufrido un accidente al norte de Laos, sin proporcionar detalles sobre el estado de los pasajeros o tripulantes.
El 28 de agosto, los funcionarios de Myanmar se retractaron de su afirmación de que el avión se había estrellado al norte de Laos, afirmando en esta ocasión que el avión se había estrellado en territorio de Myanmar. Los restos fueron localizados por el equipo de búsqueda a las 02:00 a. m. hora local, en un área montañosa densamente poblada. Las autoridades gubernamentales informaron que se habían localizado los treinta y seis cuerpos. Todas las personas a bordo, incluyendo cuatro tripulantes y tres bebés, habían fallecido en la colisión.

### Controversia
Un reportaje del Bangkok Post afirmó que varias personas habían sobrevivido al accidente, pero habían sido asesinados por los habitantes locales. Se informó que cinco personas habían sobrevivido al impacto pero fueron posteriormente torturados, sometidos a violaciones múltiples y finalmente asesinados por los lugareños. El periódico citó a funcionarios y testigos anónimos del lugar del accidente, que indicaron que una azafata aérea y una estudiante universitaria fueron violadas en grupo, mientras que los supervivientes masculinos, que eran personal militar, fueron torturados y golpeados por los aldeanos de la etnia Shan. El bebé se informó que había muerto de hambre. Las autoridades de Myanmar afirmaron haber sometido a interrogatorio a al menos catorce miembros Shan a raíz del accidente.

## Pasajeros y tripulantes
Las autoridades gubernamentales informaron en un primer momento de que a bordo viajaban treinta y nueve personas entre pasajeros y tripulantes. Más tarde la cifra fue revisada hasta las treinta y seis personas, incluyendo tres bebés. La mayoría de las personas que viajaban a bordo fueron miembros del ejército de Myanmar y sus familiares. Las autoridades de Myanmar afirmaron que todos los que viajaban a bordo tenían como nacionalidad Myanmar. Entre los pasajeros se encontraban el jefe de policía de Tachileik y varios altos cargos de Tachileik.